# День національної єдності (Таджикистан)

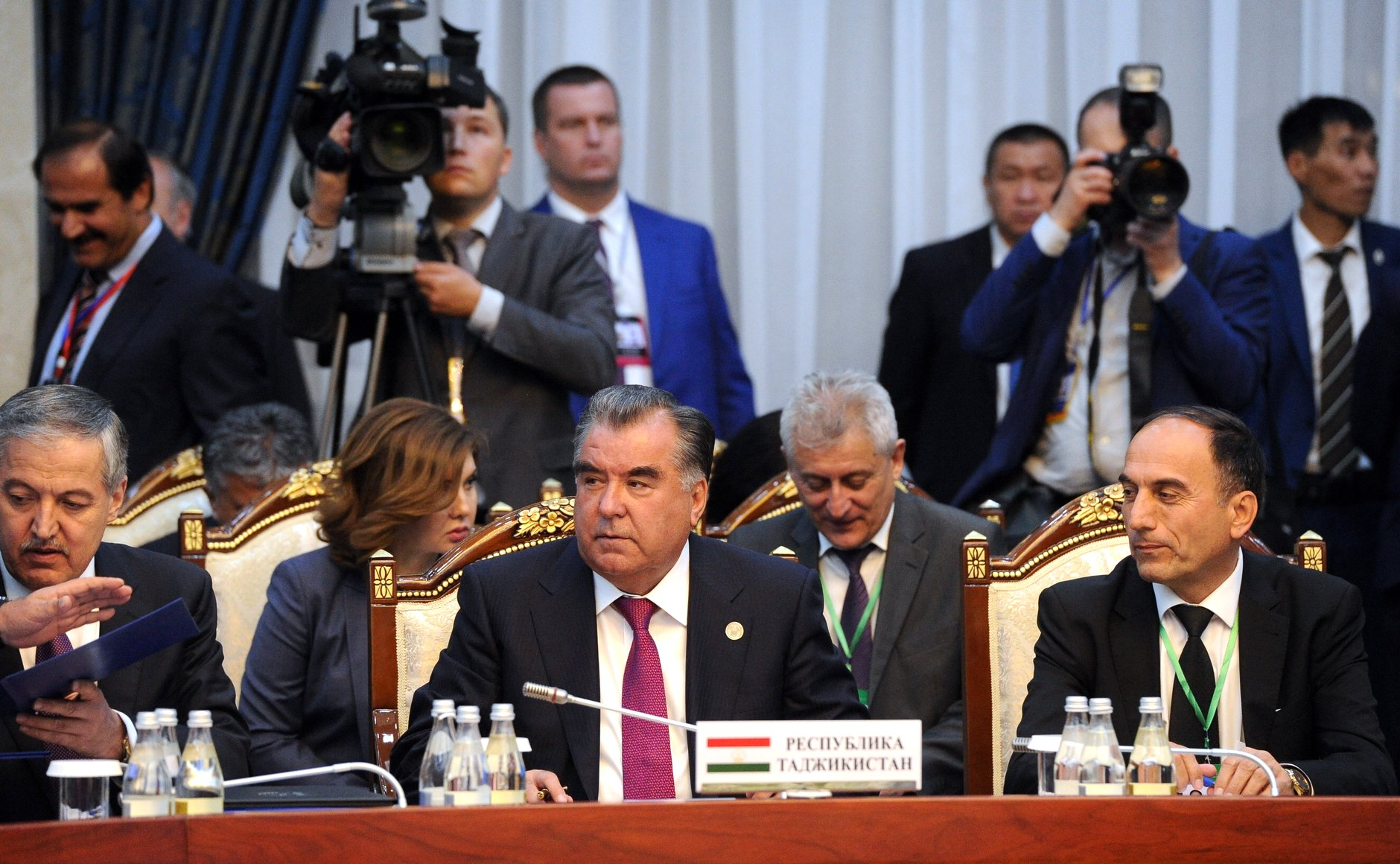
Засідання Ради глав держав — учасниць СНД. Бішкек, 16 вересня 2016 року.

День національної єдності (тадж. Рӯзи Ваҳдати миллӣ) — одне з офіційно встановлених свят Таджикистану. Свято встановлено відповідно до указу президента Таджикистану та закріплено Законом Республіки Таджикистан від 22 травня 1998 року «Про святкові дні» та статтею 83 Трудового законодавства Республіки Таджикистан та відзначається щорічно 27 червня.

## Історія
27 червня 1997 року — після 8 раундів переговорів (з 1994 по 1997 роки) між урядом республіки та опозицією в Москві президент Республіки Таджикистан Емомалі Рахмон і лідер Об'єднаної таджицької опозиції Саїд Абдулло Нурі підписали «Спільну угоду про встановлення миру та національної злагоди в Таджикистані».
Під час громадянської війни в Республіці Таджикистан (5 травня 1992 р. — 27 червня 1997 р.) було вбито понад 100 тис. осіб, близько 1 млн осіб стали біженцями та вимушеними переселенцями. Економічні збитки цієї війни в Республіці Таджикистан перевищили 10 мільярдів доларів США. Підписання «Спільної угоди про встановлення миру та національної злагоди в Таджикистані» врятувало країну від загибелі, а народ — від розпаду.

## Святкування
У Таджикистані широко відзначають День національної єдності. Святкові заходи проводяться у державних трудових колективах. Спортивні змагання, гуляння та концерти цього дня відбуваються у столиці, обласних центрах та інших містах країни.
27 червня є вихідним днем, відповідно до Закону Республіки Таджикистан «Про святкові дні».